# Administración Nacional de Medicamentos, Alimentos y Tecnología Médica
Administración Nacional de Medicamentos, Alimentos y Tecnología Médica (ANMAT) es un organismo descentralizado de la Administración Pública Nacional de la República Argentina creado en 1992 y dependiente del Ministerio de Salud. El organismo controla y garantiza que los medicamentos, alimentos y dispositivos médicos posean eficacia, seguridad y calidad. Para ello, lleva adelante los procesos de autorización, registro, normatización, vigilancia y fiscalización de los productos de su competencia en todo el territorio nacional.
En 2016 obtuvo por parte de la Organización Panamericana de la Salud, el máximo reconocimiento como Autoridad Reguladora Nacional de Referencia Regional para Medicamentos y Productos Biológicos en las Américas, conservando la calificación que ya le había sido otorgada en 2010.

## Historia

### Antecedentes
El desarrollo normativo primario de la fiscalización sanitaria de medicamentos y alimentos en la República Argentina se extiende desde 1953, cuando se creó el primer Reglamento Alimentario, hasta 1985, cuando se regularon las actividades referidas a materiales descartables y dispositivos de uso y aplicación en medicina humana, y está atado a los procesos de elaboración y comercialización de sustancias en el sector agroindustrial.
El presidente Juan Domingo Perón aprobó el Reglamento Alimentario de Salud Pública mediante Decreto N.º 141 del 19 de enero de 1953, creando además una Comisión Permanente de Reglamento Alimentario.
En 1964, bajo el gobierno del presidente Arturo Illia, la Ley Oñativia creó el Instituto de Farmacología y Control de Drogas y Medicamentos, antecedente directo de la ANMAT.
El avance tecnológico en el procesamiento y elaboración de alimentos, como el desarrollo de nuevas formas de comercialización tendiente a evitar el fraude y adulteración de sustancias -por caso, en 1968 se introduce la venta de leche en sachet- derivó en innumerables modificaciones normativas, siendo la más importante la Ley Nacional N.º 18284 de 1969.

### Creación
La ANMAT fue creada por el decreto 1490, el 20 de agosto de 1992, en el ámbito del ex Ministerio de Salud y Acción Social de la Nación. Su origen tiene como punto de partida un hecho que conmocionó a la sociedad: la intoxicación con jarabe y caramelos de propóleo contaminados con dietilenglicol, un compuesto químico empleado como anticongelante en radiadores y como líquido de frenos de automotores, que provocó la muerte de 25 personas. Eso llevó a la revisión y adecuación de todas las normas de fiscalización de la calidad y sanidad de los productos, substancias, elementos y materiales que se consumen o utilizan en la medicina, alimentación y cosmética humana, y del contralor de las actividades, procesos y tecnologías que mediaren o estuvieren comprendidos en dichas materias. En tal sentido, el presidente Carlos Menem estableció la Administración Nacional de Medicamentos, Alimentos y Tecnología Médica (ANMAT) mediante el Decreto N.º 1490/92.

## Funciones
Aplicar y velar por el cumplimiento de las disposiciones legales, científicas, técnicas y administrativas comprendidas dentro del ámbito de sus competencias.

## Nómina de Administradores Nacionales
| N.º | Administrador Nacional                         | Periodo                                           | Nombrado por                   |
| --- | ---------------------------------------------- | ------------------------------------------------- | ------------------------------ |
| 1   | Pablo Bazerque                                 | 20 de agosto de 1992 - 16 de junio de 2000        | Carlos Menem                   |
| 2   | Zenón Lugones (Interventor)                    | 3 de octubre de 2000 - 30 de enero de 2002        | Fernando de la Rúa             |
| 2   | Norberto Pallavicini (Interventor)             | 3 de octubre de 2000 - 30 de enero de 2002        | Fernando de la Rúa             |
| 2   | Claudio Amenedo (Interventor)                  | 3 de octubre de 2000 - 30 de enero de 2002        | Fernando de la Rúa             |
| 3   | Manuel Limeres (Interventor)                   | 30 de enero de 2002 - 13 de febrero de 2008       | Eduardo Duhalde                |
| 4   | Ricardo Martínez (Interventor)                 | 13 de febrero de 2008 - 25 de marzo de 2010       | Cristina Fernández de Kirchner |
| 5   | Carlos Chiale (Interventor hasta el 29/8/2013) | 25 de marzo de 2010 - 20 de octubre de 2014       | Cristina Fernández de Kirchner |
| 6   | Rogelio Fernando López                         | 20 de octubre de 2014 - 16 de diciembre de 2015   | Cristina Fernández de Kirchner |
| 7   | Carlos Chiale                                  | 16 de diciembre de 2015 - 26 de diciembre de 2019 | Mauricio Macri                 |
| 8   | Manuel Limeres                                 | 7 de enero de 2020 - 19 de diciembre de 2023      | Alberto Fernández              |
| 9   | Nélida Bisio                                   | 26 de diciembre de 2023 - en el cargo             | Javier Milei                   |

## Estructura
La ANMAT depende técnica y científicamente de las normas y directivas que le imparte la Secretaria de Políticas, Regulación e Institutos del Ministerio de Salud de la República Argentina, con un régimen de autarquía económica y financiera. Su actual estructura organizativa fue aprobada a través del decreto 1271/2013.
El ANMAT se encuentra estructurado en las siguientes reparticiones:
- Instituto Nacional de Medicamentos (INAME)
- Instituto Nacional de Alimentos (INAL)
- Instituto Nacional de Productos Médicos
- Dirección General de Administración
- Dirección de Gestión de Información Técnica
- Dirección de Relaciones Institucionales
- Dirección de Asuntos Jurídicos
- Dirección de Evaluación y Gestión de Monitoreo de Productos para la Salud
- Dirección de Recursos Humanos
- Coordinación de Planificación y Evaluación de Impacto de Procesos Regulatorios
- Coordinación de Sumarios

## Productos regulados por la ANMAT
- Medicamentos
- Alimentos
- Productos médicos
- Reactivos de diagnóstico
- Cosméticos
- Suplementos dietarios
- Productos sanitarios de uso doméstico
- Productos de higiene oral de uso odontológico
- Productos biológicos